# Igreja da Memória
La Igreja da Memória, conosciuta anche come Nossa Senhora do Livramento e de São José, classificata come Monumento Nacional, è un edificio situato nella freguesia (parrocchia civile) di Ajuda, nella città di Lisbona, in Portogallo.

## Storia
L'inizio dei lavori avvenne intorno al maggio 1760, con la cerimonia di posa della prima pietra che si celebrò il 3 settembre 1760. Venne fondata da Giuseppe I del Portogallo, in segno di gratitudine per essersi salvato da un attentato, due anni prima, nel posto in cui fece edificare la chiesa.
Il monarca stava tornando da un incontro segreto con una signora della famiglia Távora quando la carrozza venne attaccata e una pallottola lo colpì al braccio. Il Marchese di Pombal, il cui potere era già assoluto, usò la scusa per sbarazzarsi dei Távora, tra gli esponenti dell'alta aristocrazia a lui più ostili, accusandoli di cospirazione, in un caso giudiziario noto come Affare Távora. Nel 1759 diversi esponenti di questa famiglia furono torturati e giustiziati. Queste esecuzioni esecuzioni sono commemorate da un pilastro posto su ordine del Marchese di Pombal sul terreno dove sorgeva il palazzo demolito del duca di Aveiro, in Beco do Chão Salgado, vicino a Rua de Belém.
Il progetto di questo tempio fu realizzato dall'italiano Giovanni Carlo Galli da Bibbiena (1717-1760). L'architetto Galli da Bibbiena, giunto in Portogallo nel 1752, fu inoltre l'autore di altri edifici realizzati su commissione del sovrano; tra questi troviamo il  Teatro do Forte o Teatro do Salão dos Embaixadores al Palazzo della Ribeira (1752-1754); il Teatro Real de Salvaterra de Magos (1753-1792); la Real Casa da Ópera o Ópera do Tejo (marzo 1755-novembre 1755); il Teatro da Quinta de Cima o Teatro da Ajuda. Progettò anche la Real Barraca da Ajuda (residenza provvisoria della corte portoghese dopo la distruzione del palazzo della Ribeira dopo il terremoto del 1755) e la sua Cappella Reale.

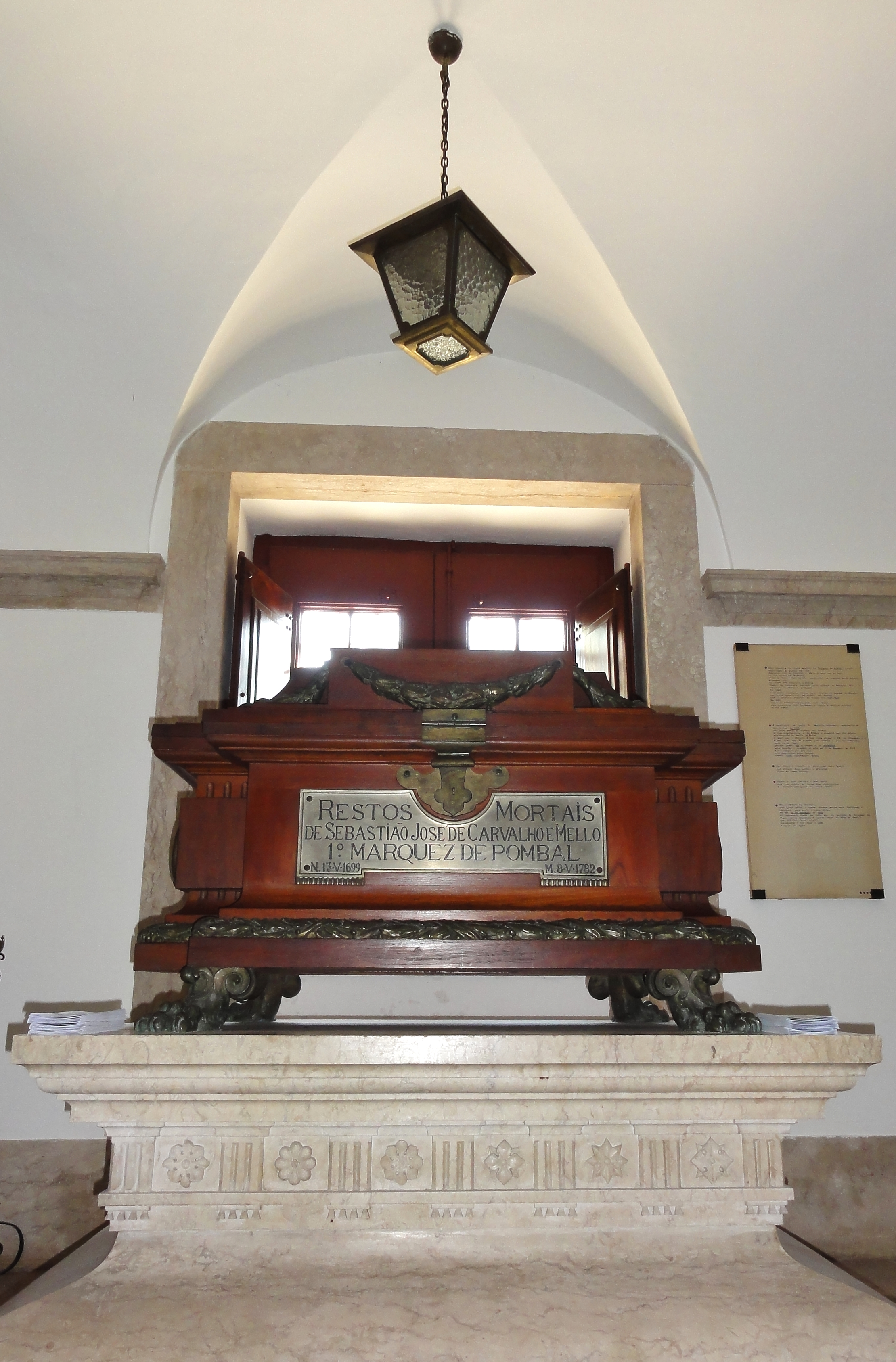
Mausoleo del Marchese di Pombal, Ajuda (Lisbona)

I lavori furono eseguiti fino al 20 novembre 1760 dall'architetto italiano. Dopo la morte di Galli da Bibbiena continuarono, tuttavia, nel 1762, si fermarono per motivi economici e ripresero solo nel novembre 1779. L'architetto Mateus Vicente de Oliveira sostituì Bibbiena, e riprogettò il piano superiore della chiesa, la cupola, e la lanterna. Nel 1785 morì anche Mateus Vicente e il campanile rimase da completare. Nel 1788, il vescovo dell'Algarve, D. José Maria de Melo, consacrò le due campane principali della chiesa.
Oggi è la sede dell'Ordinariato militare in Portogallo.

## Descrizione
La chiesa della memoria è stata costruita in architettura barocca. Si compone di una navata, un transetto poco sporgente, con una croce circolare, con stretti corridoi nei bracci e un presbiterio. Questa presenta, nei bracci del transetto, tribune tra campate sovrapposte poste al piano inferiore, e finestre a balcone in quello superiore. Il presbiterio è semplice, secondo gli standard pombalini, e presenta un semplice pannello dipinto, circondato da una cornice intagliata, con un altare a parallelepipedo, con lesene attaccate ai lati. All'esterno è presente un campanile, con l'interno diviso in sezioni da doppie lesene tuscaniche, che sorreggono i tetti a volta, ampiamente illuminati da enormi finestre che squarciano le facciate dell'edificio e dal tamburo, dai vetri e dalla lanterna della cupola. La facciata principale della chiesa è sormontata da un frontone triangolare, composto da due registri divisi da trabeazione. Le facciate laterali hanno un trattamento simile. Queste sono costituite da due parti e quella superiore è dentellata. Hanno due distinti ordini architettonici, tuscanico al piano inferiore e di ispirazione corinzia al piano superiore, riferendosi a modelli classici. Questi cambiamenti architettonici avvennero a seguito della sostituzione degli architetti in corso d'opera.
Le caratteristiche scenografiche si manifestano principalmente all'esterno, nella moltiplicazione dei piani che si dispiegano artificialmente qualunque sia il punto in cui si trova l'osservatore. Ciò è certamente dovuto al dinamismo dei muri del piano terra, come alla facciata principale collegata ai lati da piani concavi (schema che si ripete ad ovest, accentuato dalla collocazione del campanile), e al leggero avanzamento di un corpo centrale delle facciate sud e nord, in un interessante gioco di differenze di movimento, accentuato dal ritmo incostante di lesene e aperture. Nonostante la sequenza di lesene e l'interruzione dei ritmi verticali, questo piano non perde però la sua netta lettura orizzontale, percorsa com'è da una balaustra continua e cornicione unificando tutto il perimetro dell'edificio, dove evidenzia soprattutto un movimento dei diversi piani della chiesa.
In stile neoclassico, la chiesa è piccola, ma graziosa con linee equilibrate ed armoniose, con interni in marmo con dipinti di Pedro Alexandrino de Carvalho e una bella cupola all'esterno. Tuttavia, il suo dettaglio più significativo è il fatto che funge da mausoleo per Sebastião José de Carvalho e Melo (Marquês de Pombal), che è stato sepolto lì nel 1923.